# Jausz Vilmos
Jausz Vilmos (Újvidék, 1866. július 24. – Sopron, 1913. november 14.) evangélikus lelkész és teológus.

## Élete, munkássága
Családja a Württembergi Királyságból települt a Bácskába. Az iskolai tanulását a szülővárosában kezdte. Az elemi iskola után a Magyar Állami Királyi Római Katolikus gimnázium tanulója volt ugyancsak Újvidéken. A teológiát Sopronban végezte. Tanulmányait a bázeli és a tübingeni egyetemen folytatta (1887−1888). Hazajöttét követően rövid ideig Budapesten lett hitoktató (1889), de már 1890 elején teológiai tanárnak választották meg Sopronban az Evangélikus Teológiai Főiskola egyháztörténeti tanszékére. A teológiai magántanári képesítést 1894 novemberében szerezte meg. 1899-ben átkerült oktatónak az ószövetségi tanszékre. Az Evangélikus Teológiai Főiskola kiváló tanárainak egyike volt. Jóval a halála után egy tanártársa így emlékezett a 20. századelejének főiskolai tanári testületére:

„Nekem, mint e tanári közösség legfiatalabb tagjának, volt alkalmam megfigyelhetni és megszeretni ezt a közösséget, amelyben az egyéni eltérések mellett is mindig megvolt a lelki egység. Ott volt Jausz Vilmos, az éles eszű, jeles tudású, kiváló gyakorlati érzékű professzor, aki a kevésbbé vonzó héber nyelvű stúdiumokat is meg tudta kedveltetni hallgatóival és kollokviumok alkalmával néhány perc alatt tisztában volt a vizsgázó képességeivel és ezek hiánya esetén nem restelte az időt megfelelő lelkipásztori intelmektől.” 
A dunántúli egyházkerületben, a kerület főszámvevőjeként, jelentős szerepet vitt. Tagja volt a Magyar Protestáns Irodalmi Társaságnak. Igaz, a csak két évig megjelenő Evangelische Blätter aus Ungarn című havi lapot dr. Szabó Aladár budapesti teológiai tanár közreműködésével ő alapította, majd egyedül szerkesztette (1897–1899). Ugyancsak egyik szerkesztője a „Bibliai olvasókönyv”-nek (1904). Héber−magyar szójegyzéket és héber gyakorlatokat állított össze, adott ki (1914). Magyarra fordította Karl von Hase 2 kötetes egyháztörténetét (1893).
Felesége Wulsten Emmy (1871−1938) volt. Négy gyerekük született: Béla (1895–1974), Dezső (1897−1916), Emmy (dr. Kiss Jenőné 1898−1971) és Imre (1902−1960).

## Tanulmányaiból
- Jausz Vilmos: Augustinus helye a dogmatörténelemben. − Protestáns egyházi és iskolai lapok – 38. évfolyam – 1895.

1. szám, 5. p.,  2. szám, 20−22. p.,  3. szám, 36−38. p.
- Jausz Vilmos: Augustinus tanrendszere. − Protestáns egyházi és iskolai lapok – 38. évfolyam – 1895.

5. szám, 71−73. p.,  6. szám, 87−88. p.,  7. szám, 103−104. p.,  8. szám, 118−120. p.,  9. szám, 135−136. p.
- Jausz Vilmos: Augustinus befolyása a tanfejlődésre. − Protestáns egyházi és iskolai lapok – 38. évfolyam – 1895.

10. szám, 150−152. p.,  11. szám, 167−168. p.,  12. szám, 182−184. p.,  13. szám, 199−200. p.,  14. szám, 217−219. p.
- Jausz Vilmos: Comenius A. J. a felső oktatásról − Protestáns Szemle, 1897.

Első közlemény − 99−107. p; Második közlemény − 187−199. p;
Harmadik közlemény − 252−263 p; Befejező közlemény − 328−338. p. – A hozzáférés ideje: 2019. január 4.
- Jausz Vilmos: Az episcopalismus és curialismus harca − Protestáns Egyházi és Iskolai Lapok, 40. évfolyam, 1897.

6. szám, 89−90. p.;   7. szám, 100−102. p.;    9. szám, 131−133. p.
- Jausz Vilmos: Ami a keresztyénség lényegéhez tartozik – Protestáns Szemle, 1901. 757−762. p.
- Jausz Vilmos: Adventi próféták – Protestáns Szemle, XVI. évfolyam, 1904. 551−566. p.
- Jausz Vilmos: A szentírás és az újabb ásatások – Protestáns Szemle, 1904, melléklet 22−54. p.
- Jausz Vilmos: Poszvék Sándor nyugalomba vonulása alkalmából − Romwalter Alfréd könyvnyomda, Sopron, 1909. 23 p. (Különnyomat a soproni ág. hitv. egyetemes teológiai akadémia 1908/9. értesítőjéből)